# Шоу, Уильям
Уильям Шоу (ок. 1550—1602) был главным распорядителем работ при шотландском дворе, а также Великим надзирателем шотландских лож. Был организатором масонских лож в Шотландии, создал масонскую систему символов, был основоположником масонской иерархии и тайных опознавательных знаков.